# Kalecik, Kozaklı
Kalecik là một thị trấn thuộc huyện Kozaklı, tỉnh Nevşehir, Thổ Nhĩ Kỳ. Dân số thời điểm năm 2011 là 536 người.